# Achelia parvula
Achelia parvula is een zeespin uit de familie Ammotheidae. De soort behoort tot het geslacht Achelia. Achelia parvula werd in 1923 voor het eerst wetenschappelijk beschreven door Loman. 